# História das armas nucleares
História das armas nucleares narra o desenvolvimento delas, da descoberta da fissão aos mísseis balísticos intercontinentais. Existem atualmente pelo menos nove países armados com essas armas.

## 1898-1939

Diagrama representativo da fissão nuclear do átomo de urânio: o nêutron se colide com o núcleo que fica instável e se divide em dois novos menores e mais leves (bário e criptônio), que por sua vez se desintegram em energia, radiação gama e alguns nêutrons.

- Em 1898, o físico francês Pierre Curie e sua esposa, Marie Curie, descobriram em um minério de urânio uma substância que emitia altas quantidades de radiação, a qual eles denominaram de rádio. A descoberta levantou esperanças entre cientistas e leigos de que os átomos possuem uma enorme quantidade de energia, pronta para ser explorada.
- Em 1911 experimentos feitos por Ernest Rutherford demonstraram que o núcleo dos átomos são compostos por partículas que foram nominadas de prótons, e eles eram rodeados por elétrons.
- Em 1932 James Chadawick descobriu os nêutrons, no mesmo ano John Cockcroft e Ernest Walton conseguiram dividir um átomo pela primeira vez usando meios artificiais.
- Em 1934, Leó Szilárd, descobriu a reação em  cadeia através de nêutron, e também patenteou a ideia da bomba atômica, sendo apelidado então de pai da bomba atômica.
- Em 1936 a patente da bomba foi entregue em segredo a Marinha Britânica.
- Em 1938 cientistas alemães informaram a detecção de bário após bombardear urânio com nêutrons, mais tarde se mostrou que era produto da fissão.
- Em 1939, com o inicio inevitável da Segunda Guerra Mundial o cientistas pararam de enviar informações aos governos, para que a bomba atômica não fosse usada na guerra (fato que não ocorreu, elas foram usadas na guerra).

## De Los Alamos para o Japão

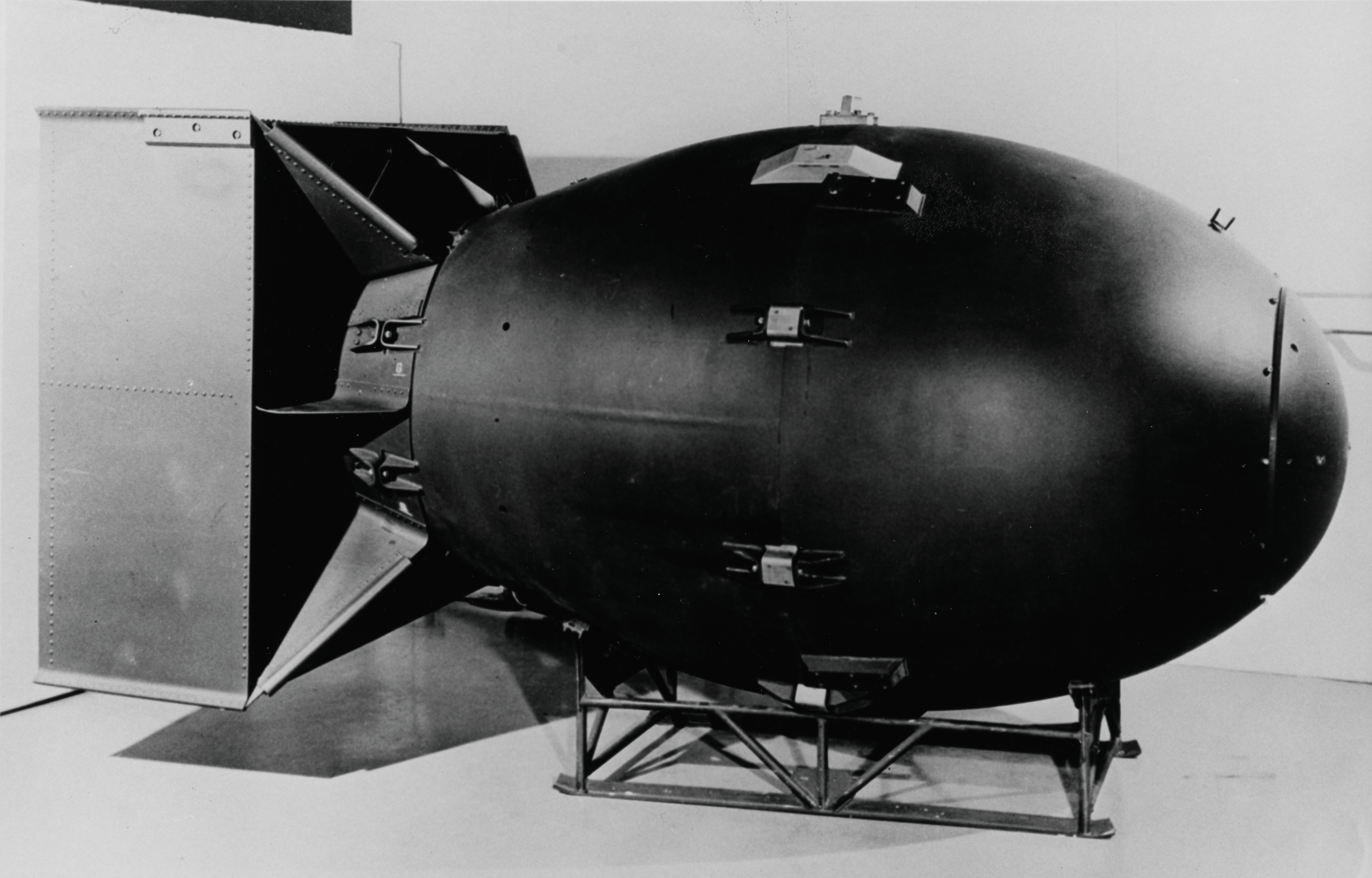
Fat Man.

Em 1942 o Projeto Manhattan ficou encarregado de construir as bombas. Foram escolhidos dois projetos que seriam realmente fabricados: Thin Man e o Fat Man. O grande desafio foi como separar o U-235 do U-238, como que os isótopos do urânio tinham pesos diferentes, a saída foi a criação de uma máquina que seleciona os átomos pelo peso. O U-238 começou a ser usado para produzir plutônio.
Foram desenvolvidos na época dois projetos básicos: implosão e balístico. Em 16 de julho de 1945 foi detonada a primeira bomba, de codinome Trinity, logo depois foram montadas duas bombas: Little Boy e Fat Man, detonadas em 6 e 9 de agosto de 1945. Após os bombardeios o presidente da época Harry Truman, disse que eliminaria as cidades japonesas uma a uma (era um blefe, já que os Estados Unidos ficaram sem armas depois dos bombardeios). Em 15 de agosto de 1945 o Japão se rendeu.

## Bomba H

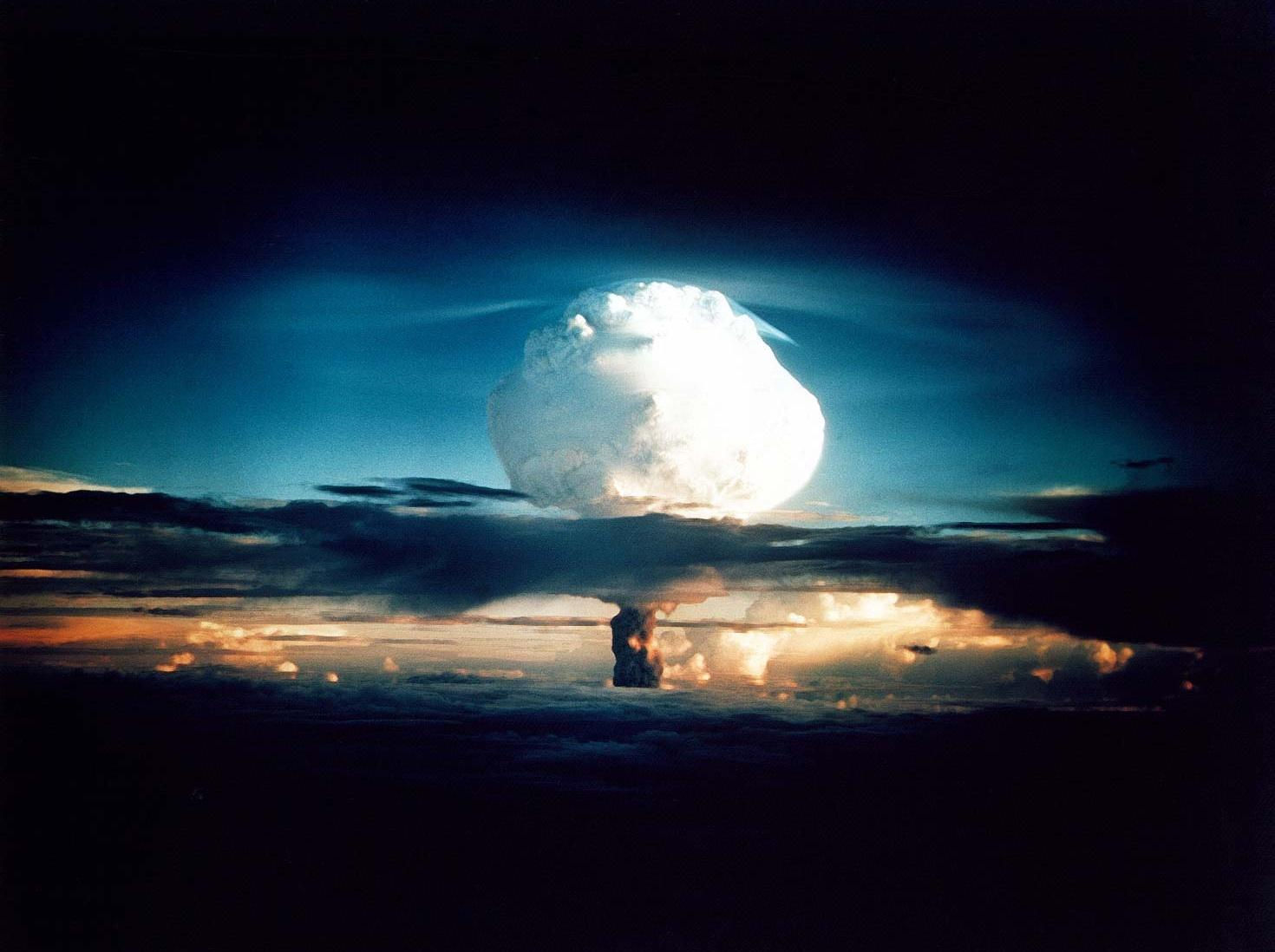
Ivy Mike explode em Enewetak. 1/11/1952

Em 1942 foi pensado em usar hidrogênio nas bombas: as reações que ocorreriam maximizaria o poder de ambas. Os cientistas de Los Alamos se rebelaram ao receberem ordens para fazerem uma bomba muito mais poderosa que a atômica, pensando na destruição que causaria. Em 1949 ao saber do primeiro teste atômico soviético a bomba H virou objeto emergencial: os físicos Edward Teller e Ullan desenvoveram o desenho de Teler-Ullan.
A primeira bomba H foi detonada durante a Operação Ivy, nomeado de Ivy Mike, que rendeu cerca de 10.4 megatons.

## Mísseis balísticos intercontinentais
São mísseis hipersônicos, capazes de entregar bombas nucleares no alvo em pouco tempo como por exemplos: LGM-118 Peacekeeper,LGM-30 Minuteman e JL-2.